# Associazione Calcio Liguria 1937-1938
Questa voce raccoglie le informazioni riguardanti l'Associazione Calcio Liguria nelle competizioni ufficiali della stagione 1937-1938.

## Stagione
Nella stagione 1937-1938 la Sampierdarenese disputò il quarto campionato di Serie A a girone unico della sua storia, il primo con la denominazione "Liguria".

## Divise
| 1ª divisa |

## Organigramma societario
Area direttiva
- Commissario straordinario: Nicola Moio

Area tecnica
- Allenatore: Adolfo Baloncieri

## Rosa
| N. |                   | Ruolo | Calciatore          |
| -- | ----------------- | ----- | ------------------- |
|    | Italia (bandiera) | P     | Vittorio Profumo    |
|    | Italia (bandiera) | P     | Bruno Venturini     |
|    | Italia (bandiera) | D     | Luigi Cassano       |
|    | Italia (bandiera) | D     | Wando Persia (I)    |
|    | Italia (bandiera) | D     | Guido Rigotti       |
|    | Italia (bandiera) | D     | Angelo Simontacchi  |
|    | Italia (bandiera) | D     | Guido Rigotti       |
|    | Italia (bandiera) | D     | Mario Zanni         |
|    | Italia (bandiera) | C     | Giovanni Battistoni |
|    | Italia (bandiera) | C     | Michele Borelli     |
|    | Italia (bandiera) | C     | Gino Callegari      |
|    | Italia (bandiera) | C     | Giuseppe Coverlizza |
|    | Italia (bandiera) | C     | Bruno Crola         |

| N. |                    | Ruolo | Calciatore          |
| -- | ------------------ | ----- | ------------------- |
|    | Italia (bandiera)  | C     | Mario Malatesta     |
|    | Italia (bandiera)  | C     | Carlo Migliaccio    |
|    | Uruguay (bandiera) | C     | Cecilio Pisano      |
|    | Italia (bandiera)  | C     | Francesco Tortarolo |
|    | Italia (bandiera)  | A     | Ettore Allegri      |
|    | Italia (bandiera)  | A     | Angelo Bollano      |
|    | Italia (bandiera)  | A     | Romolo Celant       |
|    | Italia (bandiera)  | A     | Luciano Peretti     |
|    | Italia (bandiera)  | A     | Giulio Rossi        |
|    | Italia (bandiera)  | A     | Carlo Scarpato      |
|    | Italia (bandiera)  | A     | Giuseppe Spinola    |
|    | Italia (bandiera)  | A     | Aldo Spivach        |
|    | Italia (bandiera)  | A     | Alcide Ivan Violi   |

## Risultati

### Serie A

#### Girone d'andata
| Arbitro: | Mazza (Torre del Greco) |

|                |           |             |
| Boffi 20’, 75’ | Marcatori | 80’ Peretti |

| Arbitro: | Scorzoni (Bologna) |

|             |           |               |
| Peretti 73’ | Marcatori | 20’ Serantoni |

| Arbitro: | Rovida (Milano) |

|                          |           |                                     |
| Uslenghi 24’ Pomponi 51’ | Marcatori | 44’, 68’ (rig.) Spinola 89’ Peretti |

| Genova 3 ottobre 1937 | Liguria            | 0 – 0 | Bologna | Stadio del Littorio\| Arbitro: \| Pizziolo (Firenze) \| |
| Arbitro:              | Pizziolo (Firenze) |       |         |                                                         |

| Arbitro: | Galeati (Bologna) |

|              |           |  |
| Colaussi 26’ | Marcatori |  |

| Arbitro: | Barlassina (Novara) |

|  |           |                     |
|  | Marcatori | 12’ (aut.) Persia I |

| Arbitro: | Ceccherini (Como) |

|                                                 |           |  |
| Allasio 69’ (rig.) Palumbo 77’ P. Buscaglia 87’ | Marcatori |  |

| Arbitro: | Mattea (Torino) |

|                                 |           |           |
| Barberis 23’ Bortolini 29’, 43’ | Marcatori | 53’ Crola |

| Arbitro: | Conticini (Firenze) |

|                      |           |           |
| Bollano 3’ Violi 64’ | Marcatori | 78’ Savio |

| Arbitro: | Galeati (Bologna) |

|                  |           |                        |
| Peretti 35’, 69’ | Marcatori | 86’ (aut.) Simontacchi |

| Arbitro: | Saracini (Ancona) |

|                      |           |             |
| Ferraris II 29’, 87’ | Marcatori | 65’ Bollano |

| Arbitro: | Dattilo (Roma) |

|                                                     |           |  |
| Violi 1’, 59’ Peretti 29’ Bollano 45’ Callegari 61’ | Marcatori |  |

| Arbitro: | Conticini (Firenze) |

|                          |           |                                     |
| Gerbi 35’, 47’ Glovi 88’ | Marcatori | 46’ (aut.) C. Buscaglia 90’ Bollano |

| Arbitro: | Scorzoni (Bologna) |

|             |           |                                     |
| Peretti 41’ | Marcatori | 10’ Borel II 67’ Bellini 36’ Tomasi |

| Arbitro: | Zelocchi (Modena) |

|                  |           |           |
| Bollano 47’, 73’ | Marcatori | 38’ Piola |

#### Girone di ritorno
| Arbitro: | Mattea (Torino) |

|          |           |          |
| Violi 4’ | Marcatori | 74’ Loik |

| Arbitro: | Pirovano (Monza) |

|               |           |  |
| Michelini 62’ | Marcatori |  |

| Arbitro: | Barlassina (Novara) |

|                       |           |            |
| Bonaccorsi 26’ (aut.) | Marcatori | 86’ Querci |

| Arbitro: | Saracini (Ancona) |

|                                     |           |                         |
| Reguzzoni 31’ Maini 55’ Biavati 74’ | Marcatori | 61’ Bollano 78’ Peretti |

| Arbitro: | Pizziolo (Firenze) |

|             |           |                          |
| Peretti 50’ | Marcatori | 4’ Trevisan 46’ Pasinati |

| Arbitro: | Dattilo (Roma) |

|  |           |                         |
|  | Marcatori | 19’ Peretti 77’ Bollano |

| Arbitro: | Zelocchi (Modena) |

|  |           |                                           |
|  | Marcatori | 16’ Gallea 43’ P. Buscaglia 68’ Baldi III |

| Arbitro: | Saracini (Ancona) |

|             |           |              |
| Spinola 50’ | Marcatori | 10’ Viani II |

| Arbitro: | Galeati (Bologna) |

|                         |           |  |
| Cominelli 23’ Salvi 42’ | Marcatori |  |

| Lucca 20 marzo 1938 | Lucchese      | 0 – 0 | Liguria | Stadio Porta Elisa\| Arbitro: \| Scarpi (Dolo) \| |
| Arbitro:            | Scarpi (Dolo) |       |         |                                                   |

| Arbitro: | Dattilo (Roma) |

|                                       |           |                      |
| Bollano 35’ Callegari 75’ Peretti 83’ | Marcatori | 77’ (aut.) Callegari |

| Bari 3 aprile 1938 | Bari            | 0 – 0 | Liguria | Stadio della Vittoria\| Arbitro: \| Tonnetti (Roma) \| |
| Arbitro:           | Tonnetti (Roma) |       |         |                                                        |

| Genova 10 aprile 1938 | Liguria           | 0 – 0 | Napoli | Stadio del Littorio\| Arbitro: \| Curradi (Firenze) \| |
| Arbitro:              | Curradi (Firenze) |       |        |                                                        |

| Arbitro: | Scarpi (Dolo) |

|  |           |             |
|  | Marcatori | 18’ Spivach |

| Arbitro: | Mastellari (Bologna) |

|                                     |           |  |
| Busani 2’ Camolese 44’ Marchini 77’ | Marcatori |  |

### Coppa Italia

#### Sedicesimi di finale
| Arbitro: | Pirovano (Monza) |

|           |           |           |
| Crola 62’ | Marcatori | 14’ Conti |

| Arbitro: | Zelocchi (Modena) |

|                   |           |                             |
| Viani II 49’, 65’ | Marcatori | 59’, 60’ Zanni 104’ Peretti |

#### Ottavi di finale
| Genova 26 dicembre 1937 | Liguria            | 0 – 0 (d.t.s.) | Milan | Stadio del Littorio\| Arbitro: \| Pizziolo (Firenze) \| |
| Arbitro:                | Pizziolo (Firenze) |                |       |                                                         |

| Arbitro: | Bertolio (Torino) |

|                                  |           |  |
| Moretti 28’ (rig.) Loik 40’, 77’ | Marcatori |  |

## Statistiche

### Statistiche di squadra
| Competizione | Punti | In casa | In casa | In casa | In casa | In casa | In casa | In trasferta | In trasferta | In trasferta | In trasferta | In trasferta | In trasferta | Totale | Totale | Totale | Totale | Totale | Totale | DR  |
| Competizione | Punti | G       | V       | N       | P       | Gf      | Gs      | G            | V            | N            | P            | Gf           | Gs           | G      | V      | N      | P      | Gf     | Gs     | DR  |
| ------------ | ----- | ------- | ------- | ------- | ------- | ------- | ------- | ------------ | ------------ | ------------ | ------------ | ------------ | ------------ | ------ | ------ | ------ | ------ | ------ | ------ | --- |
| Serie A      | 24    | 15      | 5       | 6       | 4       | 20      | 17      | 15           | 3            | 2            | 10           | 13           | 25           | 30     | 8      | 8      | 14     | 33     | 42     | -9  |
| Coppa Italia |       | 2       | 0       | 2       | 0       | 1       | 1       | 2            | 1            | 0            | 1            | 3            | 5            | 4      | 1      | 2      | 1      | 4      | 6      | -2  |
| Totale       | -     | 17      | 5       | 8       | 4       | 21      | 18      | 17           | 4            | 2            | 11           | 16           | 29           | 34     | 9      | 10     | 15     | 37     | 48     | -11 |

### Statistiche dei giocatori[2]
| Giocatore      | Serie A  | Serie A | Coppa Italia | Coppa Italia | Totale   | Totale |
| Giocatore      | Presenze | Reti    | Presenze     | Reti         | Presenze | Reti   |
| -------------- | -------- | ------- | ------------ | ------------ | -------- | ------ |
| E. Allegri     | 1        | 0       | -            | -            | 1        | 0      |
| G. Battistoni  | 16       | 0       | 3            | 0            | 19       | 0      |
| A. Bollano     | 25       | 9       | 1            | 0            | 26       | 9      |
| M. Borelli     | 10       | 0       | -            | -            | 10       | 0      |
| G. Callegari   | 29       | 2       | 2            | 0            | 31       | 2      |
| L. Cassano     | 2        | 0       | -            | -            | 2        | 0      |
| R. Celant      | 3        | 0       | -            | -            | 3        | 0      |
| G. Coverlizza  | 6        | 0       | -            | -            | 6        | 0      |
| B. Crola       | 10       | 1       | 1            | 1            | 11       | 2      |
| M. Malatesta   | 25       | 2       | 4            | 0            | 29       | 2      |
| C. Migliaccio  | 2        | 0       | -            | -            | 2        | 0      |
| L. Peretti     | 30       | 11      | 4            | 1            | 34       | 12     |
| W. Persia (I)  | 26       | 0       | 1            | 0            | 27       | 0      |
| C. Pisano      | 3        | 0       | 2            | 0            | 5        | 0      |
| V. Profumo     | 4        | -3      | -            | -            | 4        | -3     |
| G. Rigotti     | 5        | 0       | 4            | 0            | 9        | 0      |
| G. Rossi       | 11       | 0       | 3            | 0            | 14       | 0      |
| C. Scarpato    | 2        | 0       | -            | -            | 2        | 0      |
| A. Simontacchi | 17       | 0       | 3            | 0            | 20       | 0      |
| G. Spinola     | 10       | 3       | 2            | 0            | 12       | 3      |
| A. Spivach     | 15       | 1       | 4            | 0            | 19       | 1      |
| F. Tortarolo   | 22       | 0       | 2            | 0            | 24       | 0      |
| B. Venturini   | 26       | -39     | 4            | -6           | 30       | -45    |
| A.I. Violi     | 28       | 4       | 2            | 0            | 30       | 4      |
| M. Zanni       | 2        | 0       | 2            | 2            | 4        | 2      |